# Ілмарі Нісканен
Ілмарі Нісканен (фін. Ilmari Niskanen, нар. 27 жовтня 1997, Кіурувесі, Фінляндія) — фінський футболіст, вінгер англійського клубу «Ексетер Сіті» та національної збірної Фінляндії.

## Ігрова кар'єра

### Клубна
Професійну кар'єру Нісканен почав у 2013 році у клубі Вейккаусліга КуПС. Але перші два сезони він грав в оренді у клубах з нижчих дивізіонів. Постійне місце в основі КуПС Нісканен зайняв з сезону 2015 року.
У вересні 2020 року футболіст уклав угоду з клубом німецької Третьої ліги «Інгольштадт 04». Вже через рік Нісканен перейшов до шотландського «Данді Юнайтед», де провів наступні два сезони.
15 серпня 2023 року півзахисник перебрався до Англії, де приєднався до клубу Третього дивізіону «Ексетер Сіті». У травні 2024 року футболіст продовжив контракт з клубом до 2026 року.

### Збірна
Ілмарі Нісканен виступав за юнацькі та молодіжну збірну Фінляндії.
3 вересня 2020 року у матчі Ліги націй проти команди Вельсу Нісканен дебютував у національній збірній Фінляндії.

## Титули
- Гравець місяця у Фінляндії: Серпень 2019,[7] Липень 2020